# Caenohalictus palumbes
Caenohalictus palumbes är en biart som först beskrevs av Joseph Vachal 1903.  Caenohalictus palumbes ingår i släktet Caenohalictus och familjen vägbin. Inga underarter finns listade.